# Audi
AUDI AG is de Duitse autofabrikant van het merk Audi. Het bedrijf uit Ingolstadt is sinds 1965 een onderdeel (99,95%) van Volkswagen AG, de overige 0,05% staan genoteerd aan de Deutsche Börse. De naam is afkomstig van de achternaam van de oprichter, August Horch, dat in het Duits luisteren betekent en dat is weer in het Latijn vertaald als Audi.

## Activiteiten
Audi is een producent van luxe personenwagens en werkt binnen de Volkswagen Groep intensief samen met Lamborghini (vanaf 1998), Ducati (vanaf juli 2012) en Bentley (vanaf 2022). In 2023 werden 1,895 miljoen voertuigen onder de Audi merknaam verkocht. Vooral de Q5, A6, A4 en A3 zijn populair bij het publiek. De Volksrepubliek China was de op een na grootste afzetmarkt met 729.000 exemplaren, waarvan 665.000 in China geproduceerd. De verkopen in Europa lagen nog net iets hoger op 748.000 stuks. 
De grootste fabriek staat in Changchun in de Volksrepubliek China en op de tweede plaats staat de Audi fabriek in Ingolstadt. In 2023 telde Audi gemiddeld zo'n 88.000 medewerkers, waarvan 54.000 in Duitsland.
De omzet in het boekjaar 2023 was bijna 70 miljard euro en de nettowinst op 6,3 miljard euro. Het bedrijf besteed zo'n 7,5% van de omzet aan onderzoek en ontwikkeling.

### Resultaten Audi Groep
| Jaar | Autoverkopen | Autoverkopen | Autoverkopen   | Motorverkopen |        | Werknemers (gemiddeld) |                | Omzet          | Bedrijfsresultaat | Resultaat voor belasting | Resultaat na belasting | [ 5 ] |
| Jaar | Audi         | Lamborghini  | Overige merken | Ducati        |        | Werknemers (gemiddeld) |                | Omzet          | Bedrijfsresultaat | Resultaat voor belasting | Resultaat na belasting | [ 5 ] |
| ---- | ------------ | ------------ | -------------- | ------------- | ------ | ---------------------- | -------------- | -------------- | ----------------- | ------------------------ | ---------------------- | ----- |
| 2022 | 1.614.231    | 9.233        |                | 61.562        |        |                        |                |                |                   |                          |                        |       |
| 2021 | 1.680.512    | 8.405        | 61             | 59.447        | 85.750 | € 53.068 mln.          | + € 5.498 mln. | + € 6.929 mln. | + € 5.649 mln.    | [ 6 ] [ 7 ]              |                        |       |
| 2020 | 1.692.773    | 7.430        | 55             | 48.042        | 87.996 | € 49.973 mln.          | + € 2.659 mln. | + € 4.187 mln. | + € 5.223 mln.    | [ 8 ]                    |                        |       |
| 2019 | 1.845.573    | 8.205        | 55             | 53.183        | 90.783 | € 55.680 mln.          | + € 4.509 mln. | + € 5.223 mln. | + € 3.943 mln.    | [ 9 ] [ 10 ]             |                        |       |
| 2018 | 1.812.485    | 5.750        | 263.183        | 53.004        | 91.477 | € 59.248 mln.          | + € 3.529 mln. | + € 4.361 mln. | + € 3.463 mln.    | [ 11 ]                   |                        |       |
| 2017 | 1.878.105    | 3.815        | 223.164        | 55.871        | 90.402 | € 59.789 mln.          | + € 4.671 mln. | + € 4.717 mln. | + € 3.432 mln.    | [ 12 ]                   |                        |       |
| 2016 | 1.867.738    | 3.457        | 216.992        | 55.451        | 87.112 | € 59.317 mln.          | + € 3.052 mln. | + € 3.047 mln. | + € 2.066 mln.    | [ 13 ]                   |                        |       |
| 2015 | 1.803.246    | 3.245        | 218.390        | 54.809        | 82.838 | € 58.420 mln.          | + € 4.836 mln. | + € 5.284 mln. | + € 4.297 mln.    | [ 14 ]                   |                        |       |
| 2014 | 1.741.129    | 2.530        | 189.858        | 45.117        | 77.247 | € 53.787 mln.          | + € 5.150 mln. | + € 5.991 mln. | + € 4.428 mln.    | [ 15 ]                   |                        |       |
| 2013 | 1.575.480    | 2.121        | 173.406        | 44.287        | 71.781 | € 49.880 mln.          | + € 5.030 mln. | + € 5.323 mln. | + € 4.014 mln.    | [ 16 ]                   |                        |       |
| 2012 | 1.455.123    | 2.083        | 177.106        | 16.786        | 67.231 | € 48.771 mln.          | + € 5.365 mln. | + € 5.951 mln. | + € 4.349 mln.    |                          |                        |       |
| 2011 | 1.302.659    | 1.602        | 207.753        | –             | 62.806 | € 44.096 mln.          | + € 5.348 mln. | + € 6.041 mln. | + € 2.630 mln.    | [ 17 ]                   |                        |       |
| 2010 | 1.092.411    | 1.302        | 199.740        | –             | 59.513 | € 35,441 mln.          | + € 3.340 mln. | + € 3.634 mln. | + € 2.630 mln.    | [ 18 ]                   |                        |       |
| 2009 | 949.729      | 1.515        | 194.116        | –             | 58.011 | € 29.840 mln.          | + € 1.604 mln. | + € 1.928 mln. | + € 1.347 mln.    |                          |                        |       |
| 2008 | 1.003.469    | 2.430        | 217.607        | –             | 57.822 | € 34.196 mln.          | + € 2.772 mln. | + € 3.177 mln. | + € 2.207 mln.    |                          |                        |       |
| 2007 | 964.151      | 2.406        | 234.144        | –             | 53.347 | € 33.617 mln.          | + € 2.705 mln. | + € 2.915 mln. | + € 1.692 mln.    |                          |                        |       |
| 2006 | 905.188      | 2.087        | 228.279        | –             | 52.297 | € 31.142 mln.          | + € 2.015 mln. | + € 1.946 mln. | + € 1.343 mln.    |                          |                        |       |
| 2005 | 829.109      | 1.600        | 214.405        | –             | 52.412 | € 26.591 mln.          | + € 1.407 mln. | + € 1.310 mln. | + € 824 mln.      |                          |                        |       |
| 2004 | 779.441      | 1.592        | 190.799        | –             | 53.144 | € 24.506 mln.          | + € 1.238 mln. | + € 1.143 mln. | + € 871 mln.      |                          |                        |       |
| 2003 | 769.893      | 1.305        | 232.593        | –             | 52.689 | € 23.406 mln.          | + € 1.051 mln. | + € 1.101 mln. | + € 811 mln.      |                          |                        |       |
| 2002 | 742.128      | 424          | 252.979        | –             | 51.198 | € 22.603 mln.          | + € 1.301 mln. | + € 1.219 mln. | + € 752 mln.      |                          |                        |       |
| 2001 | 726.134      | 297          | 265.013        | –             | 51.141 | € 22.032 mln.          | + € 1.385 mln. | + € 1.286 mln. | + € 747 mln.      |                          |                        |       |
| 2000 | 653.404      | 296          | 265.921        | –             | 49.396 | € 19.952 mln.          | ?              | + € 971 mln.   | + € 725 mln.      |                          |                        |       |
| 1999 | 634.708      | 265          | –              | –             | 45.800 | € 15.146 mln.          | ?              | + € 839 mln.   | + € 324 mln.      |                          |                        |       |
| Jaar | Audi         | Lamborghini  | Overige merken | Ducati        |        | Werknemers (gemiddeld) |                | Omzet          | Bedrijfsresultaat | Resultaat voor belasting | Resultaat na belasting |       |
| Jaar | Autoverkopen | Autoverkopen | Autoverkopen   | Motorverkopen |        | Werknemers (gemiddeld) |                | Omzet          | Bedrijfsresultaat | Resultaat voor belasting | Resultaat na belasting |       |

### Productiebedrijven
- Ingolstadt (Duitsland) (hoofdafdeling) - Audi A3, Audi A4, Audi A5. Ook de RS6 en RS7 worden hier geproduceerd.
- Neckarsulm (Duitsland) - Audi A4, Audi A6, Audi A7 & Audi A8 & Audi A5 Cabrio. Tevens is hier Audi Sport GmbH gevestigd die de Audi R8 produceert. Ook de RS4 en RS5 worden hier geproduceerd en RS-specifieke onderdelen voor andere RS modellen. Weldra zal hier ook de volledig elektrische Audi e-tron GT geproduceerd worden.
- Audi Brussels (Vorst, België) - Audi e-tron. Bij een bijzondere ondernemingsraad op 9 juli 2024 werd meegedeeld dat nog dit jaar circa 2.000 van de 3.000 banen geschrapt worden, vanwege de geringe verkoop van de e-tron. Mogelijk volgt de sluiting.[19]
- Győr (Hongarije) Audi TT. Ook wordt hier de RS Q3 geproduceerd. Ook worden hier de motoren gefabriceerd.
- Bratislava (Slowakije) - Audi Q7. Ook wordt hier de RS Q8 geproduceerd. Productie door Volkswagen.
- Martorell (Spanje) - Audi A1, Audi Q3- productie door Seat vanaf 2011.
- San José Chiapa site (Mexico) - Audi Q5.

## Geschiedenis

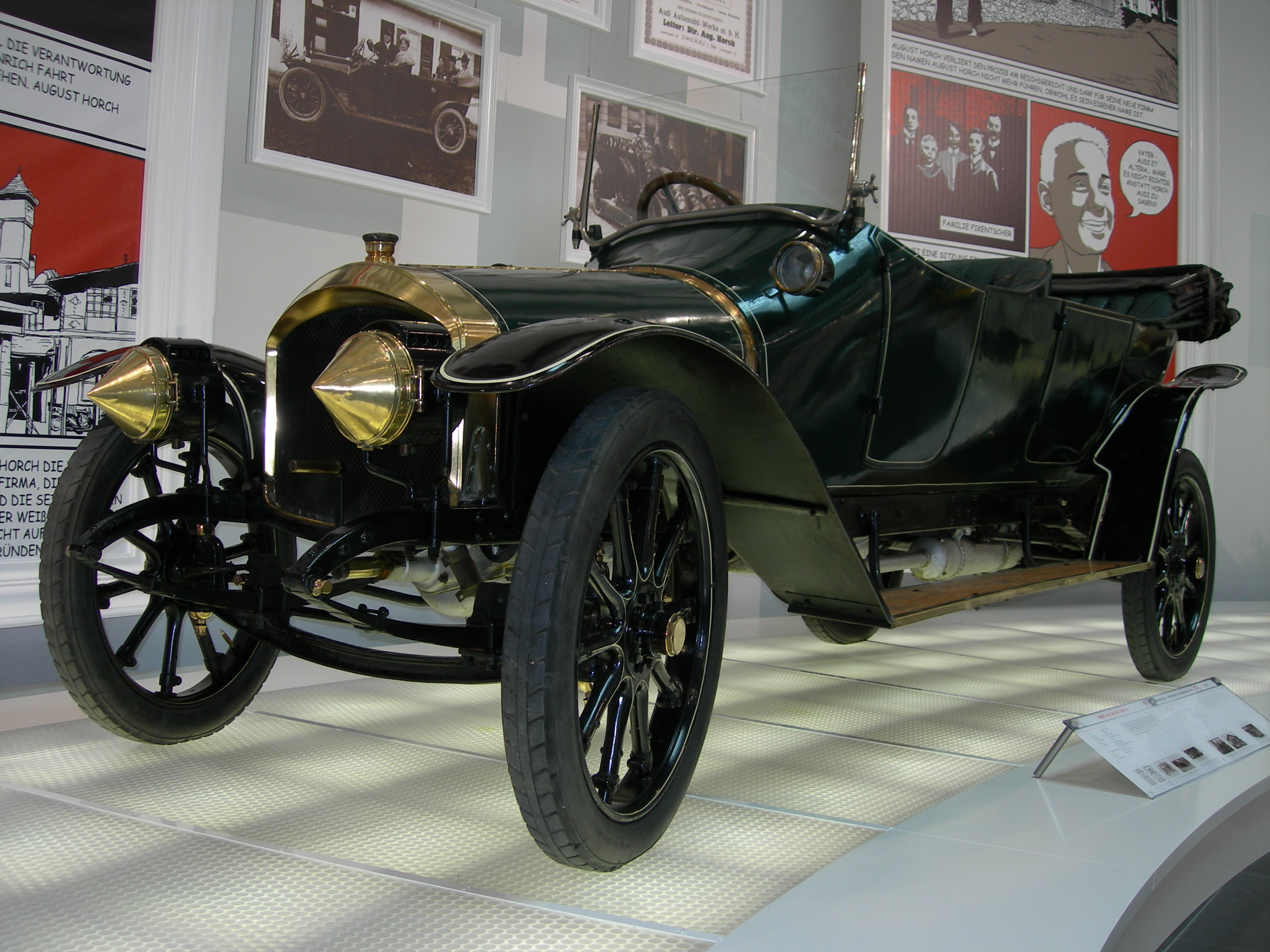
Audi Type A (1910), het allereeste model van Audi

Het merk heeft zijn oorsprong in het in 1899 opgerichte autobedrijf Horch Automobielwerke. Dit bedrijf werd opgericht door ex-Benz-werknemer August Horch samen met een drietal partners. Na elf jaar kwam er een einde aan deze samenwerking. Horch wilde bekendheid voor zijn merk vergaren door aan autosport deel te nemen. Zijn partners waren het daar niet mee eens omdat het te geldverslindend zou zijn en ontsloegen de technisch directeur en oprichter Horch in 1909. August Horch wilde vervolgens met een investering van een vermogende vriend een nieuwe autofabriek starten maar kon zijn eigen naam daar niet meer voor gebruiken omdat zijn ex partners de naam Horch inmiddels als handelsmerk hadden gedeponeerd. De tienjarige zoon van deze vermogende vriend hoorde het gesprek hierover tussen zijn vader en August Horch aan en zei tegen deze: “Horch is in het Latijn Audi, waarom noemt u de nieuwe fabriek niet Audi?” De merknaam was geboren.
In de jaren dertig fuseerden Audi, DKW, Horch en Wanderer tot één holding: Auto-Union. De merken bleven naast elkaar bestaan. Het bekende logo met de in elkaar gehaakte vier ringen, geïnspireerd door de Olympische Spelen die in 1936 naar Duitsland zouden komen, symboliseert de samenwerking van deze vier merken waaruit het hedendaagse Audi is ontstaan.
Tijdens de Tweede Wereldoorlog werden door Auto Union geen auto’s maar pantservoertuigen en andere legervoertuigen geproduceerd. Na de oorlog werd de civiele productie weer hervat en kwam de fabriek in handen van Mercedes-Benz.

### Onderdeel van Volkswagen
In 1965 wilde Volkswagen Auto Union van Mercedes-Benz overnemen. Een groot deel van de aandeelhouders van Mercedes-Benz was daar destijds op tegen omdat ze vreesden er een concurrent bij te krijgen. Er was immers nog veel (technische) kennis van voor de oorlog in huis. Met een kleine meerderheid echter stemde de raad van bestuur van Mercedes-Benz toch met de verkoop aan Volkswagen in en nam men ook een nog uit te komen model over, wat later de eerste naoorlogse Audi werd: de Audi 60. Het zeer moderne motorblok was in feite een Mercedes-Benz-ontwerp, dat bij het model werd gekocht. Mercedes was bang dat de auto geen succes zou worden en verkocht het daarom, maar de auto werd een groot succes en zo kregen de tegenstanders van de overname gelijk. Ze hadden er een concurrent bij. In 1969 werd ook NSU inclusief zijn slagzin “Vorsprung durch Technik” aan de Auto Union toegevoegd, waarna het bedrijf Audi NSU Auto-Union A.G. ging heten. In 1985 veranderde de bedrijfsnaam in Audi A.G.

### Herintroductie in de jaren zeventig
In het begin van de jaren zeventig werd een hele reeks nieuwe modellen geïntroduceerd die ook de redding van moederconcern Volkswagen betekenden. Volkswagen had tot dan toe voornamelijk op de Kever en afgeleide modellen gedreven. De Audi 50, in feite bedoeld als opvolger van de kleinere NSU-modellen, kwam vrijwel ongewijzigd als Volkswagen Polo op de markt en de Audi 80 met een fastback achterkant als Volkswagen Passat.
In de jaren tachtig gingen beide merken qua modellen steeds meer hun eigen weg. Audi werd het luxemerk binnen het Volkswagenconcern. De Audi quattro bezorgde het merk veel roem door begin jaren tachtig ongeveer elke rally te winnen waar de auto aan meedeed. Dieseltechnologie maakte bij Audi vervolgens een doorbraak met de TDI wat synoniem is voor veel vermogen en een laag brandstofverbruik. Dieselmotoren werden daardoor ook stiller. Zo werd Audi door zijn bazen Ferdinand Piëch en Martin Winterkorn gepositioneerd tussen het sportieve BMW en het wat Germaanse Mercedes-Benz.

### Deelname aan races in de jaren negentig en 21e eeuw

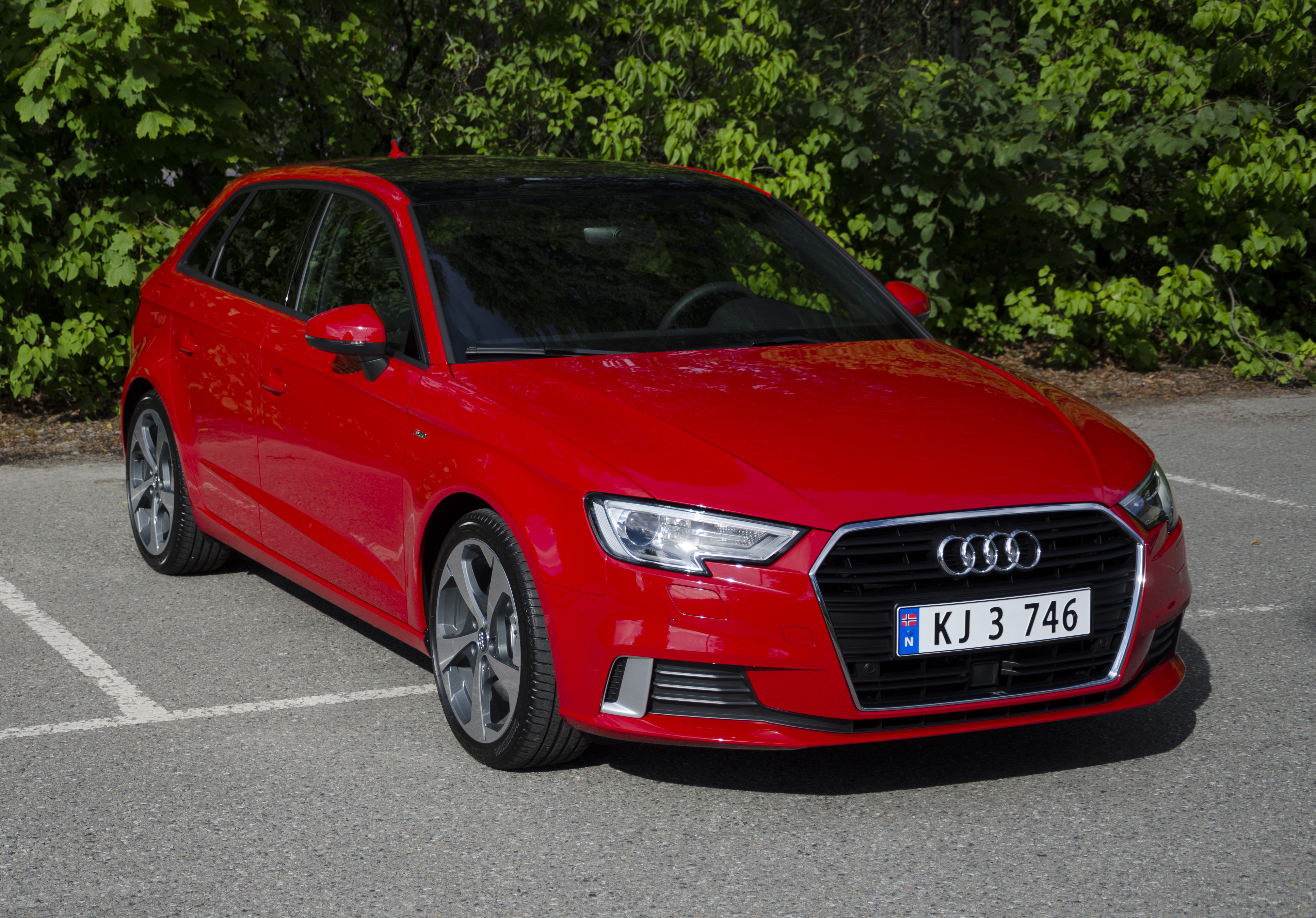
Audi A3

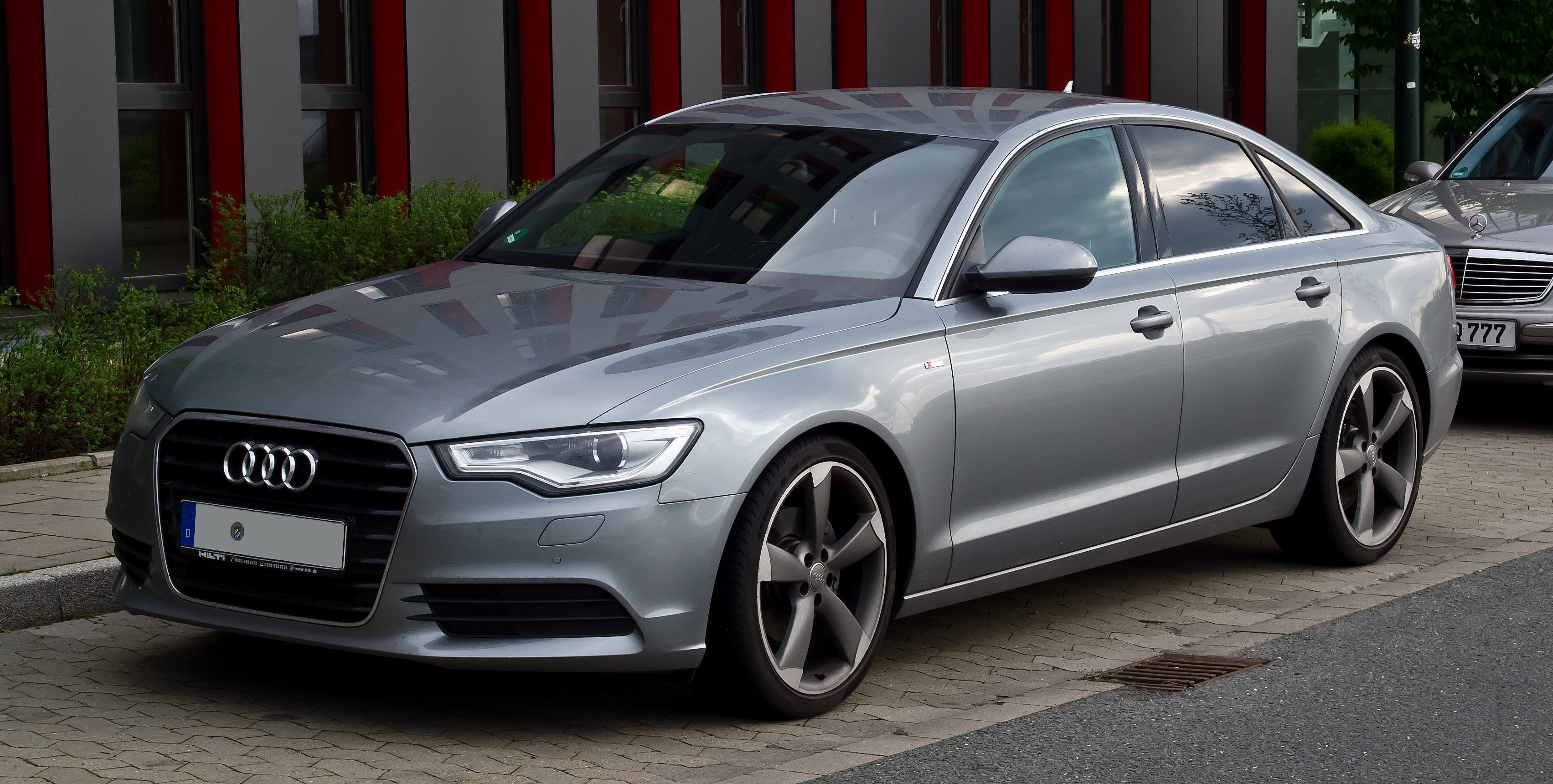
Audi A6

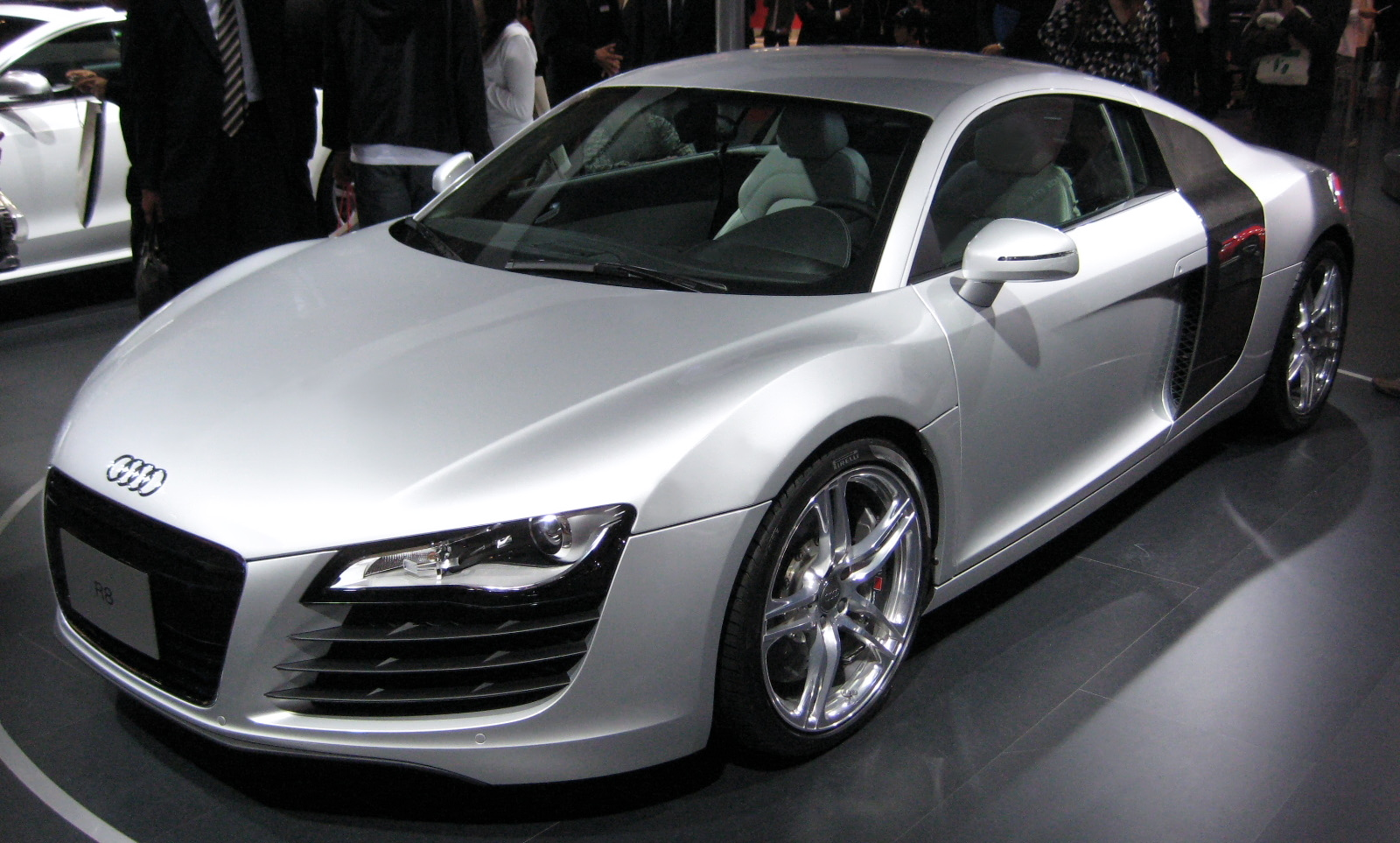
De Audi R8 tijdens de Tokyo Motor Show

In de jaren negentig introduceerde Audi vernieuwingen zoals de aluminiumcarrosserie Audi Space Frame (ASF) en in 1998 nam het Lamborghini over. Eind jaren ’90 begon Audi met succes aan het lange-afstandsracen, met overwinningen in Sebring, Daytona en de 24 uur van Le Mans. In 2000, 2001, 2002, 2004 en 2005 behaalde Audi de overwinning in het algemeen klassement van Le Mans met de Audi R8. In 2007 werd een straatversie van deze raceauto afgeleid en op de markt gebracht (Audi R8). Audi’s eerste supersportauto voor de openbare weg won met afstand vele vergelijkingstests van zijn gevestigde concurrenten. In 2006, 2007 en 2008 won Audi met de 12-cilinder dieselmotor Audi R10 en zo is de Audi-techniek sinds 2000 vrijwel ongeslagen op Le Mans. Ook de Bentley die in 2003 won was uitgerust met een Audi motor, maar in 2009 won Peugeot de titel. In 2010 won Audi opnieuw Le Mans met de Audi R15 Plus. Tussen 2011 en 2014 werd er gewonnen met de Audi R18. Vanaf 2012 werd er geracet met de diesel-hybride R18 E-tron quattro. In 2015 en 2016 werd Audi op Le Mans verslagen door zustermerk Porsche. Op 26 oktober 2016 kondigde Audi aan na achttien jaar uit het WEC en de 24 uur van Le Mans te stappen. Dit om zich te richten op Formule E.
Ook doet Audi al jaren mee in de DTM. In de originele Deutsche Toerenwagen Meisterschaft reden ze tussen 1990 en 1993 in de Audi V8 quattro DTM. Hiermee werden ze kampioen in 1990 en 1991.
Toen DTM in 2000 weer nieuw leven in werd geblazen, kwamen er flinke veranderingen in de reglementen. Eén daarvan was dat vierwielaandrijving verboden was en Audi wilde daarom niet officieel meedoen. Wel steunden ze semi-privé team Abt door hen in de Audi TT-R te laten rijden. Vanaf 2004 deed Audi officieel mee met de A4 DTM. Vanaf 2012 waren coupés weer verplicht en ging het over op de A5 en later de RS5. In totaal waren er zeven overwinningen; in 2002, 2004, 2007, 2008, 2009, 2011 en 2013.
Op 16 juli 2009 werd gevierd dat Audi 100 jaar bestond. Bij die gelegenheid werd het logo opgefrist.

### Uitstootschandaal
In september 2015 kwam aan het licht dat Audi op grote schaal fraude had gepleegd met emissiewaarden van zijn dieselmotoren. Jarenlang had het voertuigen uitgerust met software die detecteerde wanneer het voertuig op de testbank stond en dan het nodige deed om aan de stikstofoxidennormen te voldoen. De afwijkingen waren dermate groot dat de wagens zonder de vervalsing nooit gehomologeerd zouden zijn. Het bedrijf moest in 2017 in totaal 24.000 Audi A7's en A8's van de bouwjaren 2009-2013 terugroepen.
In juni 2018 wordt de topman van Audi, Rupert Stadler, door de Duitse justitie opgepakt. Hij wordt verdacht van betrokkenheid bij het dieselschandaal, hij heeft dit altijd ontkend. De week ervoor waren al invallen gedaan in zijn huis om te voorkomen dat bewijsmateriaal zou verdwijnen. Stadler is de eerste Volkswagentopman in functie die is gearresteerd vanwege het schandaal. Stadler was sinds 2006 de hoogste baas. Zijn functie wordt tijdelijk overgenomen door de Nederlander Bram Schot. Begin oktober 2018 is het contract met Stadler per direct ontbonden. Hij zat toen al vier maanden vast en hij zou op de hoogte zijn geweest van de softwaremanipulaties en toch hebben toegestaan dat de betreffende voertuigen verkocht werden. Volgens Audi kan hij zich nu volledig richten op zijn verdediging. In juni 2023 werd Stadler uiteindelijk veroordeeld tot een voorwaardelijke gevangenisstraf van 21 maanden en een boete van € 1,1 miljoen.
In oktober 2018 kreeg Audi een boete van € 800 miljoen in Duitsland voor de verkoop van sjoemeldiesels. Het bedrijf gaat niet in beroep en erkent daarmee ook schuld.

### Nieuwe motoraanduiding
In 2017 besliste Audi om een nieuwe naamgeving te introduceren om de verschillende vermogensversies aan te duiden: het motorvermogen wordt voortaan aangeduid met een getal van twee cijfers, dat voor het motortype komt te staan. De nieuwe naamgeving begint met "30" voor motoren tussen 110 en 130 pk en loopt met stappen van 5 op tot "70" voor motoren van 545 pk en meer. Zo wordt een Audi A4 2.0 TDI met 150 pk in de nieuw naamgeving een Audi A4 35 TDI. In 2019 werd ook de 25 TFSI toegevoegd, deze produceert 95 pk en wordt geleverd in de Audi A1.
De reden voor deze nieuwe naamgeving is volgens Audi omdat "...alternatieve aandrijfvormen een steeds grotere rol gaan spelen. Daarom wordt het aangeven van de motorinhoud minder belangrijk voor klanten. De helderheid en logica van de nieuwe indeling maakt het mogelijk om ongeacht de aandrijfvorm een keuze te maken voor een bepaalde vermogenscategorie."
| Motoraanduiding | Vermogensklasse |
| --------------- | --------------- |
| 25              | < 109 pk        |
| 30              | 110 pk - 130 pk |
| 35              | 131 pk - 163 pk |
| 40              | 164 pk - 204 pk |
| 45              | 205 pk - 252 pk |
| 50              | 253 pk - 313 pk |
| 55              | 314 pk - 435 pk |
| 60              | 436 pk - 462 pk |
| 65              | 463 pk - 544 pk |
| 70              | 545 pk >        |

## Modellen
De code na de naam geeft het Volkswagen Group platform aan waarop het model gebouwd is. Het getal tussen haakjes is de interne typeaanduiding.
| « vorig — Audi-modellen van 1965 tot heden | « vorig — Audi-modellen van 1965 tot heden | « vorig — Audi-modellen van 1965 tot heden | « vorig — Audi-modellen van 1965 tot heden | « vorig — Audi-modellen van 1965 tot heden | « vorig — Audi-modellen van 1965 tot heden | « vorig — Audi-modellen van 1965 tot heden | « vorig — Audi-modellen van 1965 tot heden | « vorig — Audi-modellen van 1965 tot heden | « vorig — Audi-modellen van 1965 tot heden | « vorig — Audi-modellen van 1965 tot heden | « vorig — Audi-modellen van 1965 tot heden | « vorig — Audi-modellen van 1965 tot heden | « vorig — Audi-modellen van 1965 tot heden | « vorig — Audi-modellen van 1965 tot heden | « vorig — Audi-modellen van 1965 tot heden | « vorig — Audi-modellen van 1965 tot heden | « vorig — Audi-modellen van 1965 tot heden | « vorig — Audi-modellen van 1965 tot heden | « vorig — Audi-modellen van 1965 tot heden | « vorig — Audi-modellen van 1965 tot heden | « vorig — Audi-modellen van 1965 tot heden | « vorig — Audi-modellen van 1965 tot heden | « vorig — Audi-modellen van 1965 tot heden | « vorig — Audi-modellen van 1965 tot heden | « vorig — Audi-modellen van 1965 tot heden | « vorig — Audi-modellen van 1965 tot heden | « vorig — Audi-modellen van 1965 tot heden | « vorig — Audi-modellen van 1965 tot heden | « vorig — Audi-modellen van 1965 tot heden | « vorig — Audi-modellen van 1965 tot heden | « vorig — Audi-modellen van 1965 tot heden | « vorig — Audi-modellen van 1965 tot heden | « vorig — Audi-modellen van 1965 tot heden | « vorig — Audi-modellen van 1965 tot heden | « vorig — Audi-modellen van 1965 tot heden | « vorig — Audi-modellen van 1965 tot heden | « vorig — Audi-modellen van 1965 tot heden | « vorig — Audi-modellen van 1965 tot heden | « vorig — Audi-modellen van 1965 tot heden | « vorig — Audi-modellen van 1965 tot heden | « vorig — Audi-modellen van 1965 tot heden | « vorig — Audi-modellen van 1965 tot heden | « vorig — Audi-modellen van 1965 tot heden | « vorig — Audi-modellen van 1965 tot heden | « vorig — Audi-modellen van 1965 tot heden | « vorig — Audi-modellen van 1965 tot heden | « vorig — Audi-modellen van 1965 tot heden | « vorig — Audi-modellen van 1965 tot heden | « vorig — Audi-modellen van 1965 tot heden | « vorig — Audi-modellen van 1965 tot heden | « vorig — Audi-modellen van 1965 tot heden | « vorig — Audi-modellen van 1965 tot heden | « vorig — Audi-modellen van 1965 tot heden | « vorig — Audi-modellen van 1965 tot heden | « vorig — Audi-modellen van 1965 tot heden | « vorig — Audi-modellen van 1965 tot heden | « vorig — Audi-modellen van 1965 tot heden | « vorig — Audi-modellen van 1965 tot heden | « vorig — Audi-modellen van 1965 tot heden |
| ------------------------------------------ | ------------------------------------------ | ------------------------------------------ | ------------------------------------------ | ------------------------------------------ | ------------------------------------------ | ------------------------------------------ | ------------------------------------------ | ------------------------------------------ | ------------------------------------------ | ------------------------------------------ | ------------------------------------------ | ------------------------------------------ | ------------------------------------------ | ------------------------------------------ | ------------------------------------------ | ------------------------------------------ | ------------------------------------------ | ------------------------------------------ | ------------------------------------------ | ------------------------------------------ | ------------------------------------------ | ------------------------------------------ | ------------------------------------------ | ------------------------------------------ | ------------------------------------------ | ------------------------------------------ | ------------------------------------------ | ------------------------------------------ | ------------------------------------------ | ------------------------------------------ | ------------------------------------------ | ------------------------------------------ | ------------------------------------------ | ------------------------------------------ | ------------------------------------------ | ------------------------------------------ | ------------------------------------------ | ------------------------------------------ | ------------------------------------------ | ------------------------------------------ | ------------------------------------------ | ------------------------------------------ | ------------------------------------------ | ------------------------------------------ | ------------------------------------------ | ------------------------------------------ | ------------------------------------------ | ------------------------------------------ | ------------------------------------------ | ------------------------------------------ | ------------------------------------------ | ------------------------------------------ | ------------------------------------------ | ------------------------------------------ | ------------------------------------------ | ------------------------------------------ | ------------------------------------------ | ------------------------------------------ | ------------------------------------------ |
| Type                                       | 1960                                       | 1960                                       | 1960                                       | 1960                                       | 1960                                       | 1970                                       | 1970                                       | 1970                                       | 1970                                       | 1970                                       | 1970                                       | 1970                                       | 1970                                       | 1970                                       | 1970                                       | 1980                                       | 1980                                       | 1980                                       | 1980                                       | 1980                                       | 1980                                       | 1980                                       | 1980                                       | 1980                                       | 1980                                       | 1990                                       | 1990                                       | 1990                                       | 1990                                       | 1990                                       | 1990                                       | 1990                                       | 1990                                       | 1990                                       | 1990                                       | 2000                                       | 2000                                       | 2000                                       | 2000                                       | 2000                                       | 2000                                       | 2000                                       | 2000                                       | 2000                                       | 2000                                       | 2010                                       | 2010                                       | 2010                                       | 2010                                       | 2010                                       | 2010                                       | 2010                                       | 2010                                       | 2010                                       | 2010                                       | 2020                                       | 2020                                       | 2020                                       |                                            |
| Type                                       | 5                                          | 6                                          | 7                                          | 8                                          | 9                                          | 0                                          | 1                                          | 2                                          | 3                                          | 4                                          | 5                                          | 6                                          | 7                                          | 8                                          | 9                                          | 0                                          | 1                                          | 2                                          | 3                                          | 4                                          | 5                                          | 6                                          | 7                                          | 8                                          | 9                                          | 0                                          | 1                                          | 2                                          | 3                                          | 4                                          | 5                                          | 6                                          | 7                                          | 8                                          | 9                                          | 0                                          | 1                                          | 2                                          | 3                                          | 4                                          | 5                                          | 6                                          | 7                                          | 8                                          | 9                                          | 0                                          | 1                                          | 2                                          | 3                                          | 4                                          | 5                                          | 6                                          | 7                                          | 8                                          | 9                                          | 0                                          | 1                                          | 2                                          |                                            |
| Compacte klasse                            |                                            |                                            |                                            |                                            |                                            |                                            |                                            |                                            |                                            | 50 A01 (86)                                | 50 A01 (86)                                | 50 A01 (86)                                | 50 A01 (86)                                | 50 A01 (86)                                |                                            |                                            |                                            |                                            |                                            |                                            |                                            |                                            |                                            |                                            |                                            |                                            |                                            |                                            |                                            |                                            |                                            |                                            |                                            |                                            | A2 A04 (8Z)                                | A2 A04 (8Z)                                | A2 A04 (8Z)                                | A2 A04 (8Z)                                | A2 A04 (8Z)                                | A2 A04 (8Z)                                | A2 A04 (8Z)                                |                                            |                                            |                                            |                                            | A1 A05 (8X)                                | A1 A05 (8X)                                | A1 A05 (8X)                                | A1 A05 (8X)                                | A1 A05 (8X)                                | A1 A05 (8X)                                | A1 A05 (8X)                                | A1 A05 (8X)                                | A1 MQB (GB)                                | A1 MQB (GB)                                | A1 MQB (GB)                                | A1 MQB (GB)                                | A1 MQB (GB)                                |                                            |
| Compacte klasse                            |                                            |                                            |                                            |                                            |                                            |                                            |                                            |                                            |                                            |                                            |                                            |                                            |                                            |                                            |                                            |                                            |                                            |                                            |                                            |                                            |                                            |                                            |                                            |                                            |                                            |                                            |                                            |                                            |                                            |                                            |                                            |                                            |                                            |                                            |                                            |                                            |                                            |                                            |                                            |                                            |                                            |                                            |                                            |                                            |                                            |                                            |                                            |                                            | S1 A05 (8X)                                |                                            |                                            |                                            |                                            |                                            |                                            |                                            |                                            |                                            |                                            |
| Compacte middenklasse                      |                                            |                                            |                                            |                                            |                                            |                                            |                                            |                                            |                                            |                                            |                                            |                                            |                                            |                                            |                                            |                                            |                                            |                                            |                                            |                                            |                                            |                                            |                                            |                                            |                                            |                                            |                                            |                                            |                                            |                                            |                                            | A3 A4 (8L)                                 | A3 A4 (8L)                                 | A3 A4 (8L)                                 | A3 A4 (8L)                                 | A3 A4 (8L)                                 | A3 A4 (8L)                                 | A3 A4 (8L)                                 | A3 A5 (8P)                                 | A3 A5 (8P)                                 | A3 A5 (8P)                                 | A3 A5 (8P)                                 | A3 A5 (8P)                                 | A3 A5 (8P)                                 | A3 A5 (8P)                                 | A3 A5 (8P)                                 | A3 A5 (8P)                                 | A3 MQB (8V)                                | A3 MQB (8V)                                | A3 MQB (8V)                                | A3 MQB (8V)                                | A3 MQB (8V)                                | A3 MQB (8V)                                | A3 MQB (8V)                                | A3 MQB (8V)                                | A3 MQB (8Y)                                | A3 MQB (8Y)                                | A3 MQB (8Y)                                |                                            |
| Compacte middenklasse                      |                                            |                                            |                                            |                                            |                                            |                                            |                                            |                                            |                                            |                                            |                                            |                                            |                                            |                                            |                                            |                                            |                                            |                                            |                                            |                                            |                                            |                                            |                                            |                                            |                                            |                                            |                                            |                                            |                                            |                                            |                                            |                                            |                                            |                                            | S3 A4 (8L)                                 | S3 A4 (8L)                                 | S3 A4 (8L)                                 | S3 A4 (8L)                                 | S3 A4 (8L)                                 |                                            |                                            | S3 A5 (8P)                                 | S3 A5 (8P)                                 | S3 A5 (8P)                                 | S3 A5 (8P)                                 | S3 A5 (8P)                                 | S3 A5 (8P)                                 | S3 A5 (8P)                                 | S3 MQB (8V)                                | S3 MQB (8V)                                | S3 MQB (8V)                                | S3 MQB (8V)                                | S3 MQB (8V)                                | S3 MQB (8V)                                | S3 MQB (8V)                                | S3 MQB (8Y)                                | S3 MQB (8Y)                                | S3 MQB (8Y)                                |                                            |
| Middenklasse                               | 60/72/75/80 (F103)                         | 60/72/75/80 (F103)                         | 60/72/75/80 (F103)                         | 60/72/75/80 (F103)                         | 60/72/75/80 (F103)                         | 60/72/75/80 (F103)                         | 60/72/75/80 (F103)                         | 80 B1 (80)                                 | 80 B1 (80)                                 | 80 B1 (80)                                 | 80 B1 (80)                                 | 80 B1 (82)                                 | 80 B1 (82)                                 | 80 B2 (81/85)                              | 80 B2 (81/85)                              | 80 B2 (81/85)                              | 80 B2 (81/85)                              | 80 B2 (81/85)                              | 80 B2 (81/85)                              | 80 B2 (81/85)                              | 80 B2 (81/85)                              | 80 B3 (89)                                 | 80 B3 (89)                                 | 80 B3 (89)                                 | 80 B3 (89)                                 | 80 B3 (89)                                 | 80 B4 (8C)                                 | 80 B4 (8C)                                 | 80 B4 (8C)                                 | A4 B5 (8D)                                 | A4 B5 (8D)                                 | A4 B5 (8D)                                 | A4 B5 (8D)                                 | A4 B5 (8D)                                 | A4 B5 (8D)                                 | A4 B6 (8E)                                 | A4 B6 (8E)                                 | A4 B6 (8E)                                 | A4 B6 (8E)                                 | A4 B7 (8E)                                 | A4 B7 (8E)                                 | A4 B7 (8E)                                 | A4 B8 (8K)                                 | A4 B8 (8K)                                 | A4 B8 (8K)                                 | A4 B8 (8K)                                 | A4 B8 (8K)                                 | A4 B8 (8K)                                 | A4 B8 (8K)                                 | A4 B8 (8K)                                 | A4 MLB (8W)                                | A4 MLB (8W)                                | A4 MLB (8W)                                | A4 MLB (8W)                                | A4 MLB (8W)                                | A4 MLB (8W)                                | A4 MLB (8W)                                | A4 MLB (8W)                                |                                            |
| Middenklasse                               |                                            | Super 90 (F103)                            | Super 90 (F103)                            | Super 90 (F103)                            | Super 90 (F103)                            | Super 90 (F103)                            | Super 90 (F103)                            | Super 90 (F103)                            |                                            |                                            |                                            |                                            |                                            |                                            |                                            |                                            |                                            |                                            |                                            | 90 B2 (81/85)                              | 90 B2 (81/85)                              | 90 B2 (81/85)                              | 90 B3 (89)                                 | 90 B3 (89)                                 | 90 B3 (89)                                 | 90 B3 (89)                                 | 90 B3 (89)                                 |                                            | S2 B4 (8C)                                 | S2 B4 (8C)                                 | S2 B4 (8C)                                 |                                            | S4 B5 (8D)                                 | S4 B5 (8D)                                 | S4 B5 (8D)                                 | S4 B5 (8D)                                 | S4 B5 (8D)                                 |                                            | S4 B6 (8E)                                 | S4 B7 (8E)                                 | S4 B7 (8E)                                 | S4 B7 (8E)                                 | S4 B7 (8E)                                 | S4 B8 (8K)                                 | S4 B8 (8K)                                 | S4 B8 (8K)                                 | S4 B8 (8K)                                 | S4 B8 (8K)                                 | S4 B8 (8K)                                 | S4 B8 (8K)                                 | S4 B8 (8K)                                 | S4 MLB (8W)                                | S4 MLB (8W)                                | S4 MLB (8W)                                | S4 MLB (8W)                                | S4 MLB (8W)                                | S4 MLB (8W)                                | S4 MLB (8W)                                |                                            |
| Middenklasse                               |                                            |                                            |                                            |                                            |                                            |                                            |                                            |                                            |                                            |                                            |                                            |                                            |                                            |                                            |                                            | Coupé B2 (81/85)                           | Coupé B2 (81/85)                           | Coupé B2 (81/85)                           | Coupé B2 (81/85)                           | Coupé B2 (81/85)                           | Coupé B2 (81/85)                           | Coupé B2 (81/85)                           | Coupé B2 (81/85)                           | Coupé B3 (8B)                              | Coupé B3 (8B)                              | Coupé B3 (8B)                              | Coupé B3 (8B)                              | Coupé B3 (8B)                              | Coupé B3 (8B)                              | Coupé B3 (8B)                              | Coupé B3 (8B)                              | Coupé B3 (8B)                              |                                            |                                            |                                            |                                            |                                            |                                            |                                            |                                            |                                            |                                            | A5 B8 (8T)                                 | A5 B8 (8T)                                 | A5 B8 (8T)                                 | A5 B8 (8T)                                 | A5 B8 (8T)                                 | A5 B8 (8T)                                 | A5 B8 (8T)                                 | A5 B8 (8T)                                 | A5 B8 (8T)                                 | A5 MLB (F5)                                | A5 MLB (F5)                                | A5 MLB (F5)                                | A5 MLB (F5)                                | A5 MLB (F5)                                | A5 MLB (F5)                                | A5 MLB (F5)                                |                                            |
| Middenklasse                               |                                            |                                            |                                            |                                            |                                            |                                            |                                            |                                            |                                            |                                            |                                            |                                            |                                            |                                            |                                            |                                            |                                            |                                            |                                            |                                            |                                            |                                            |                                            |                                            |                                            |                                            | Cabriolet B4 (8G)                          | Cabriolet B4 (8G)                          | Cabriolet B4 (8G)                          | Cabriolet B4 (8G)                          | Cabriolet B4 (8G)                          | Cabriolet B4 (8G)                          | Cabriolet B4 (8G)                          | Cabriolet B4 (8G)                          | Cabriolet B4 (8G)                          | Cabriolet B4 (8G)                          |                                            | A4 Cabrio B6 (8H)                          | A4 Cabrio B6 (8H)                          | A4 Cabrio B6 (8H)                          | A4 Cabrio B6 (8H)                          | A4 Cabrio B7 (8H)                          | A4 Cabrio B7 (8H)                          | A4 Cabrio B7 (8H)                          | A5 Cabrio B8 (8F)                          | A5 Cabrio B8 (8F)                          | A5 Cabrio B8 (8F)                          | A5 Cabrio B8 (8F)                          | A5 Cabrio B8 (8F)                          | A5 Cabrio B8 (8F)                          | A5 Cabrio B8 (8F)                          | A5 Cabrio MLB (F5)                         | A5 Cabrio MLB (F5)                         | A5 Cabrio MLB (F5)                         | A5 Cabrio MLB (F5)                         | A5 Cabrio MLB (F5)                         | A5 Cabrio MLB (F5)                         | A5 Cabrio MLB (F5)                         |                                            |
| Middenklasse                               |                                            |                                            |                                            |                                            |                                            |                                            |                                            |                                            |                                            |                                            |                                            |                                            |                                            |                                            |                                            | Quattro B2 (85)                            | Quattro B2 (85)                            | Quattro B2 (85)                            | Quattro B2 (85)                            | Quattro B2 (85)                            | Quattro B2 (85)                            | Quattro B2 (85)                            | Quattro B2 (85)                            | Quattro B2 (85)                            | Quattro B2 (85)                            | Coupé S2 B3 (8B)                           | Coupé S2 B3 (8B)                           | Coupé S2 B3 (8B)                           | Coupé S2 B3 (8B)                           | Coupé S2 B3 (8B)                           | Coupé S2 B3 (8B)                           |                                            |                                            |                                            |                                            |                                            |                                            |                                            |                                            |                                            |                                            |                                            | S5 B8 (8T)                                 | S5 B8 (8T)                                 | S5 B8 (8T)                                 | S5 B8 (8T)                                 | S5 B8 (8T)                                 | S5 B8 (8T)                                 | S5 B8 (8T)                                 | S5 B8 (8T)                                 | S5 B8 (8T)                                 | S5 MLB (F5)                                | S5 MLB (F5)                                | S5 MLB (F5)                                | S5 MLB (F5)                                | S5 MLB (F5)                                | S5 MLB (F5)                                | S5 MLB (F5)                                |                                            |
| Hogere middenklasse                        |                                            |                                            |                                            | 100 C1 (F104)                              | 100 C1 (F104)                              | 100 C1 (F104)                              | 100 C1 (F104)                              | 100 C1 (F104)                              | 100 C1 (F104)                              | 100 C1 (F104)                              | 100 C1 (F104)                              | 100 C2 (43)                                | 100 C2 (43)                                | 100 C2 (43)                                | 100 C2 (43)                                | 100 C2 (43)                                | 100 C2 (43)                                | 100 C3 (44)                                | 100 C3 (44)                                | 100 C3 (44)                                | 100 C3 (44)                                | 100 C3 (44)                                | 100 C3 (44)                                | 100 C3 (44)                                | 100 C3 (44)                                | 100 C4 (4A)                                | 100 C4 (4A)                                | 100 C4 (4A)                                | 100 C4 (4A)                                | A6 C4 (4A)                                 | A6 C4 (4A)                                 | A6 C4 (4A)                                 | A6 C5 (4B)                                 | A6 C5 (4B)                                 | A6 C5 (4B)                                 | A6 C5 (4B)                                 | A6 C5 (4B)                                 | A6 C5 (4B)                                 | A6 C5 (4B)                                 | A6 C6 (4F)                                 | A6 C6 (4F)                                 | A6 C6 (4F)                                 | A6 C6 (4F)                                 | A6 C6 (4F)                                 | A6 C6 (4F)                                 | A6 C6 (4F)                                 | A6 C7 (4G)                                 | A6 C7 (4G)                                 | A6 C7 (4G)                                 | A6 C7 (4G)                                 | A6 C7 (4G)                                 | A6 C7 (4G)                                 | A6 C7 (4G)                                 | A6 MLB (4A)                                | A6 MLB (4A)                                | A6 MLB (4A)                                | A6 MLB (4A)                                | A6 MLB (4A)                                |                                            |
| Hogere middenklasse                        |                                            |                                            |                                            |                                            |                                            |                                            |                                            |                                            |                                            |                                            |                                            |                                            |                                            |                                            | 200 C2 (43)                                | 200 C2 (43)                                | 200 C2 (43)                                | 200 C2 (43)                                | 200 C3 (44)                                | 200 C3 (44)                                | 200 C3 (44)                                | 200 C3 (44)                                | 200 C3 (44)                                | 200 C3 (44)                                | 200 C3 (44)                                | 200 C3 (44)                                | S4 C4 (4A)                                 | S4 C4 (4A)                                 | S4 C4 (4A)                                 | S6 C4 (4A)                                 | S6 C4 (4A)                                 | S6 C4 (4A)                                 | S6 C4 (4A)                                 | S6 C4 (4A)                                 |                                            | S6 C5 (4B)                                 | S6 C5 (4B)                                 | S6 C5 (4B)                                 | S6 C5 (4B)                                 | S6 C5 (4B)                                 | S6 C5 (4B)                                 | S6 C5 (4B)                                 | S6 C6 (4F)                                 | S6 C6 (4F)                                 | S6 C6 (4F)                                 | S6 C6 (4F)                                 | S6 C6 (4F)                                 |                                            | S6 C7 (4G)                                 | S6 C7 (4G)                                 | S6 C7 (4G)                                 | S6 C7 (4G)                                 | S6 C7 (4G)                                 | S6 C7 (4G)                                 | S6 C7 (4G)                                 | S6 MLB (4A)                                | S6 MLB (4A)                                | S6 MLB (4A)                                |                                            |
| Hogere middenklasse                        |                                            |                                            |                                            |                                            |                                            | 100 Coupé S C1 (F104)                      | 100 Coupé S C1 (F104)                      | 100 Coupé S C1 (F104)                      | 100 Coupé S C1 (F104)                      | 100 Coupé S C1 (F104)                      | 100 Coupé S C1 (F104)                      | 100 Coupé S C1 (F104)                      |                                            |                                            |                                            |                                            |                                            |                                            |                                            |                                            |                                            |                                            |                                            |                                            |                                            |                                            |                                            |                                            |                                            |                                            |                                            |                                            |                                            |                                            |                                            |                                            |                                            |                                            |                                            |                                            |                                            |                                            |                                            |                                            |                                            | A7 C7 (4G)                                 | A7 C7 (4G)                                 | A7 C7 (4G)                                 | A7 C7 (4G)                                 | A7 C7 (4G)                                 | A7 C7 (4G)                                 | A7 C7 (4G)                                 | A7 MLB (4K)                                | A7 MLB (4K)                                | A7 MLB (4K)                                | A7 MLB (4K)                                | A7 MLB (4K)                                | A7 MLB (4K)                                |                                            |
| Hogere middenklasse                        |                                            |                                            |                                            |                                            |                                            |                                            |                                            |                                            |                                            |                                            |                                            |                                            |                                            |                                            |                                            |                                            |                                            |                                            |                                            |                                            |                                            |                                            |                                            |                                            |                                            |                                            |                                            |                                            |                                            |                                            |                                            |                                            |                                            |                                            |                                            |                                            |                                            |                                            |                                            |                                            |                                            |                                            |                                            |                                            |                                            |                                            |                                            | S7 C7 (4G)                                 | S7 C7 (4G)                                 | S7 C7 (4G)                                 | S7 C7 (4G)                                 | S7 C7 (4G)                                 | S7 C7 (4G)                                 |                                            | S7 MLB (4K)                                | S7 MLB (4K)                                | S7 MLB (4K)                                | S7 MLB (4K)                                |                                            |
| Hogere middenklasse                        |                                            |                                            |                                            |                                            |                                            |                                            |                                            |                                            |                                            |                                            |                                            |                                            |                                            |                                            |                                            |                                            |                                            |                                            |                                            |                                            |                                            |                                            |                                            |                                            |                                            |                                            |                                            |                                            |                                            |                                            |                                            |                                            |                                            |                                            |                                            |                                            |                                            |                                            |                                            |                                            |                                            |                                            |                                            |                                            |                                            |                                            |                                            |                                            |                                            |                                            |                                            |                                            |                                            |                                            |                                            | E-tron GT J1 (FW)                          |                                            |                                            |                                            |
| Topklasse                                  |                                            |                                            |                                            |                                            |                                            |                                            |                                            |                                            |                                            |                                            |                                            |                                            |                                            |                                            |                                            |                                            |                                            |                                            |                                            |                                            |                                            |                                            |                                            | V8 D11 (4C)                                | V8 D11 (4C)                                | V8 D11 (4C)                                | V8 D11 (4C)                                | V8 D11 (4C)                                | V8 D11 (4C)                                | A8 D2 (4D)                                 | A8 D2 (4D)                                 | A8 D2 (4D)                                 | A8 D2 (4D)                                 | A8 D2 (4D)                                 | A8 D2 (4D)                                 | A8 D2 (4D)                                 | A8 D2 (4D)                                 | A8 D3 (4E)                                 | A8 D3 (4E)                                 | A8 D3 (4E)                                 | A8 D3 (4E)                                 | A8 D3 (4E)                                 | A8 D3 (4E)                                 | A8 D3 (4E)                                 | A8 D3 (4E)                                 | A8 D4 (4H)                                 | A8 D4 (4H)                                 | A8 D4 (4H)                                 | A8 D4 (4H)                                 | A8 D4 (4H)                                 | A8 D4 (4H)                                 | A8 D4 (4H)                                 | A8 MLB (4N)                                | A8 MLB (4N)                                | A8 MLB (4N)                                | A8 MLB (4N)                                | A8 MLB (4N)                                | A8 MLB (4N)                                |                                            |
| Topklasse                                  |                                            |                                            |                                            |                                            |                                            |                                            |                                            |                                            |                                            |                                            |                                            |                                            |                                            |                                            |                                            |                                            |                                            |                                            |                                            |                                            |                                            |                                            |                                            |                                            |                                            |                                            |                                            |                                            |                                            |                                            |                                            | S8 D2 (4D)                                 | S8 D2 (4D)                                 | S8 D2 (4D)                                 | S8 D2 (4D)                                 | S8 D2 (4D)                                 | S8 D2 (4D)                                 | S8 D2 (4D)                                 |                                            |                                            |                                            | S8 D3 (4E)                                 | S8 D3 (4E)                                 | S8 D3 (4E)                                 | S8 D3 (4E)                                 | S8 D3 (4E)                                 |                                            | S8 D4 (4H)                                 | S8 D4 (4H)                                 | S8 D4 (4H)                                 | S8 D4 (4H)                                 | S8 D4 (4H)                                 | S8 D4 (4H)                                 |                                            | S8 MLB (4N)                                | S8 MLB (4N)                                | S8 MLB (4N)                                | S8 MLB (4N)                                |                                            |
| RS                                         |                                            |                                            |                                            |                                            |                                            |                                            |                                            |                                            |                                            |                                            |                                            |                                            |                                            |                                            |                                            |                                            |                                            |                                            |                                            |                                            |                                            |                                            |                                            |                                            |                                            |                                            |                                            |                                            |                                            |                                            |                                            |                                            |                                            |                                            |                                            |                                            |                                            |                                            |                                            |                                            |                                            |                                            |                                            |                                            |                                            |                                            | RS3 A5 (8P)                                | RS3 A5 (8P)                                |                                            |                                            | RS3 MQB (8V)                               | RS3 MQB (8V)                               | RS3 MQB (8V)                               | RS3 MQB (8V)                               | RS3 MQB (8V)                               | RS3 MQB (8V)                               | RS3 MQB (8Y)                               | RS3 MQB (8Y)                               |                                            |
| RS                                         |                                            |                                            |                                            |                                            |                                            |                                            |                                            |                                            |                                            |                                            |                                            |                                            |                                            |                                            |                                            |                                            |                                            |                                            |                                            |                                            |                                            |                                            |                                            |                                            |                                            |                                            |                                            |                                            |                                            | RS2 B4 (8C)                                | RS2 B4 (8C)                                | RS2 B4 (8C)                                |                                            |                                            | RS4 B5 (8D)                                | RS4 B5 (8D)                                | RS4 B5 (8D)                                |                                            |                                            |                                            | RS4 B7 (8E)                                | RS4 B7 (8E)                                | RS4 B7 (8E)                                | RS4 B7 (8E)                                | RS4 B7 (8E)                                |                                            |                                            | RS4 B8 (8K)                                | RS4 B8 (8K)                                | RS4 B8 (8K)                                | RS4 B8 (8K)                                |                                            | RS4 MLB (8W)                               | RS4 MLB (8W)                               | RS4 MLB (8W)                               | RS4 MLB (8W)                               | RS4 MLB (8W)                               | RS4 MLB (8W)                               |                                            |
| RS                                         |                                            |                                            |                                            |                                            |                                            |                                            |                                            |                                            |                                            |                                            |                                            |                                            |                                            |                                            |                                            |                                            |                                            |                                            |                                            |                                            |                                            |                                            |                                            |                                            |                                            |                                            |                                            |                                            |                                            |                                            |                                            |                                            |                                            |                                            |                                            |                                            |                                            |                                            |                                            |                                            |                                            |                                            |                                            |                                            |                                            | RS5 B8 (8T)                                | RS5 B8 (8T)                                | RS5 B8 (8T)                                | RS5 B8 (8T)                                | RS5 B8 (8T)                                | RS5 B8 (8T)                                |                                            | RS5 MLB (F5)                               | RS5 MLB (F5)                               | RS5 MLB (F5)                               | RS5 MLB (F5)                               | RS5 MLB (F5)                               | RS5 MLB (F5)                               |                                            |
| RS                                         |                                            |                                            |                                            |                                            |                                            |                                            |                                            |                                            |                                            |                                            |                                            |                                            |                                            |                                            |                                            |                                            |                                            |                                            |                                            |                                            |                                            |                                            |                                            |                                            |                                            |                                            |                                            |                                            |                                            |                                            |                                            |                                            |                                            |                                            |                                            |                                            |                                            | RS6 C5 (4B)                                | RS6 C5 (4B)                                | RS6 C5 (4B)                                |                                            |                                            |                                            | RS6 C6 (4F)                                | RS6 C6 (4F)                                | RS6 C6 (4F)                                |                                            |                                            | RS6 C7 (4G)                                | RS6 C7 (4G)                                | RS6 C7 (4G)                                | RS6 C7 (4G)                                | RS6 C7 (4G)                                | RS6 C7 (4G)                                | RS6 MLB (4A)                               | RS6 MLB (4A)                               | RS6 MLB (4A)                               | RS6 MLB (4A)                               |                                            |
| RS                                         |                                            |                                            |                                            |                                            |                                            |                                            |                                            |                                            |                                            |                                            |                                            |                                            |                                            |                                            |                                            |                                            |                                            |                                            |                                            |                                            |                                            |                                            |                                            |                                            |                                            |                                            |                                            |                                            |                                            |                                            |                                            |                                            |                                            |                                            |                                            |                                            |                                            |                                            |                                            |                                            |                                            |                                            |                                            |                                            |                                            |                                            |                                            |                                            | RS7 C7 (4G)                                | RS7 C7 (4G)                                | RS7 C7 (4G)                                | RS7 C7 (4G)                                | RS7 C7 (4G)                                |                                            | RS7 MLB (4K)                               | RS7 MLB (4K)                               | RS7 MLB (4K)                               | RS7 MLB (4K)                               |                                            |
| RS                                         |                                            |                                            |                                            |                                            |                                            |                                            |                                            |                                            |                                            |                                            |                                            |                                            |                                            |                                            |                                            |                                            |                                            |                                            |                                            |                                            |                                            |                                            |                                            |                                            |                                            |                                            |                                            |                                            |                                            |                                            |                                            |                                            |                                            |                                            |                                            |                                            |                                            |                                            |                                            |                                            |                                            |                                            |                                            |                                            | TT RS A5 (8J)                              | TT RS A5 (8J)                              | TT RS A5 (8J)                              | TT RS A5 (8J)                              | TT RS A5 (8J)                              |                                            |                                            |                                            | TT RS MQB (8S/FV)                          | TT RS MQB (8S/FV)                          | TT RS MQB (8S/FV)                          | TT RS MQB (8S/FV)                          | TT RS MQB (8S/FV)                          | TT RS MQB (8S/FV)                          |                                            |
| Sportwagen                                 |                                            |                                            |                                            |                                            |                                            |                                            |                                            |                                            |                                            |                                            |                                            |                                            |                                            |                                            |                                            |                                            |                                            |                                            |                                            |                                            |                                            |                                            |                                            |                                            |                                            |                                            |                                            |                                            |                                            |                                            |                                            |                                            |                                            | TT A4 (8N)                                 | TT A4 (8N)                                 | TT A4 (8N)                                 | TT A4 (8N)                                 | TT A4 (8N)                                 | TT A4 (8N)                                 | TT A4 (8N)                                 | TT A4 (8N)                                 | TT A5 (8J)                                 | TT A5 (8J)                                 | TT A5 (8J)                                 | TT A5 (8J)                                 | TT A5 (8J)                                 | TT A5 (8J)                                 | TT A5 (8J)                                 | TT A5 (8J)                                 | TT MQB (8S/FV)                             | TT MQB (8S/FV)                             | TT MQB (8S/FV)                             | TT MQB (8S/FV)                             | TT MQB (8S/FV)                             | TT MQB (8S/FV)                             | TT MQB (8S/FV)                             | TT MQB (8S/FV)                             | TT MQB (8S/FV)                             |                                            |
| Sportwagen                                 |                                            |                                            |                                            |                                            |                                            |                                            |                                            |                                            |                                            |                                            |                                            |                                            |                                            |                                            |                                            |                                            |                                            |                                            |                                            |                                            |                                            |                                            |                                            |                                            |                                            |                                            |                                            |                                            |                                            |                                            |                                            |                                            |                                            |                                            |                                            |                                            |                                            |                                            |                                            |                                            |                                            |                                            |                                            | TTS A5 (8J)                                | TTS A5 (8J)                                | TTS A5 (8J)                                | TTS A5 (8J)                                | TTS A5 (8J)                                | TTS A5 (8J)                                | TTS MQB (8S/FV)                            | TTS MQB (8S/FV)                            | TTS MQB (8S/FV)                            | TTS MQB (8S/FV)                            | TTS MQB (8S/FV)                            | TTS MQB (8S/FV)                            | TTS MQB (8S/FV)                            | TTS MQB (8S/FV)                            | TTS MQB (8S/FV)                            |                                            |
| Supercar                                   |                                            |                                            |                                            |                                            |                                            |                                            |                                            |                                            |                                            |                                            |                                            |                                            |                                            |                                            |                                            |                                            |                                            |                                            |                                            | Sport Quattro B2 (85)                      | Sport Quattro B2 (85)                      |                                            |                                            |                                            |                                            |                                            |                                            |                                            |                                            |                                            |                                            |                                            |                                            |                                            |                                            |                                            |                                            |                                            |                                            |                                            |                                            | R8 (42)                                    | R8 (42)                                    | R8 (42)                                    | R8 (42)                                    | R8 (42)                                    | R8 (42)                                    | R8 (42)                                    | R8 (42)                                    | R8 (42)                                    | R8 MSS (4S)                                | R8 MSS (4S)                                | R8 MSS (4S)                                | R8 MSS (4S)                                | R8 MSS (4S)                                | R8 MSS (4S)                                | R8 MSS (4S)                                | R8 MSS (4S)                                |                                            |
| CUV                                        |                                            |                                            |                                            |                                            |                                            |                                            |                                            |                                            |                                            |                                            |                                            |                                            |                                            |                                            |                                            |                                            |                                            |                                            |                                            |                                            |                                            |                                            |                                            |                                            |                                            |                                            |                                            |                                            |                                            |                                            |                                            |                                            |                                            |                                            |                                            |                                            |                                            |                                            |                                            |                                            |                                            |                                            |                                            |                                            | A4 Allroad Quattro B8 (8K)                 | A4 Allroad Quattro B8 (8K)                 | A4 Allroad Quattro B8 (8K)                 | A4 Allroad Quattro B8 (8K)                 | A4 Allroad Quattro B8 (8K)                 | A4 Allroad Quattro B8 (8K)                 | A4 Allroad Quattro B8 (8K)                 | A4 Allroad Quattro MLB (8W)                | A4 Allroad Quattro MLB (8W)                | A4 Allroad Quattro MLB (8W)                | A4 Allroad Quattro MLB (8W)                | A4 Allroad Quattro MLB (8W)                | A4 Allroad Quattro MLB (8W)                | A4 Allroad Quattro MLB (8W)                |                                            |
| CUV                                        |                                            |                                            |                                            |                                            |                                            |                                            |                                            |                                            |                                            |                                            |                                            |                                            |                                            |                                            |                                            |                                            |                                            |                                            |                                            |                                            |                                            |                                            |                                            |                                            |                                            |                                            |                                            |                                            |                                            |                                            |                                            |                                            |                                            |                                            | Allroad Quattro C5 (4B)                    | Allroad Quattro C5 (4B)                    | Allroad Quattro C5 (4B)                    | Allroad Quattro C5 (4B)                    | Allroad Quattro C5 (4B)                    | Allroad Quattro C5 (4B)                    | Allroad Quattro C5 (4B)                    | A6 Allroad Quattro C6 (4F)                 | A6 Allroad Quattro C6 (4F)                 | A6 Allroad Quattro C6 (4F)                 | A6 Allroad Quattro C6 (4F)                 | A6 Allroad Quattro C6 (4F)                 | A6 Allroad Quattro C6 (4F)                 | A6 Allroad Quattro C7 (4G)                 | A6 Allroad Quattro C7 (4G)                 | A6 Allroad Quattro C7 (4G)                 | A6 Allroad Quattro C7 (4G)                 | A6 Allroad Quattro C7 (4G)                 | A6 Allroad Quattro C7 (4G)                 | A6 Allroad Quattro C7 (4G)                 | A6 Allroad Quattro MLB (4A)                | A6 Allroad Quattro MLB (4A)                | A6 Allroad Quattro MLB (4A)                | A6 Allroad Quattro MLB (4A)                |                                            |
| Mini SUV                                   |                                            |                                            |                                            |                                            |                                            |                                            |                                            |                                            |                                            |                                            |                                            |                                            |                                            |                                            |                                            |                                            |                                            |                                            |                                            |                                            |                                            |                                            |                                            |                                            |                                            |                                            |                                            |                                            |                                            |                                            |                                            |                                            |                                            |                                            |                                            |                                            |                                            |                                            |                                            |                                            |                                            |                                            |                                            |                                            |                                            |                                            |                                            |                                            |                                            |                                            |                                            | Q2 MQB (GA)                                | Q2 MQB (GA)                                | Q2 MQB (GA)                                | Q2 MQB (GA)                                | Q2 MQB (GA)                                | Q2 MQB (GA)                                | Q2 MQB (GA)                                |                                            |
| Compacte SUV                               |                                            |                                            |                                            |                                            |                                            |                                            |                                            |                                            |                                            |                                            |                                            |                                            |                                            |                                            |                                            |                                            |                                            |                                            |                                            |                                            |                                            |                                            |                                            |                                            |                                            |                                            |                                            |                                            |                                            |                                            |                                            |                                            |                                            |                                            |                                            |                                            |                                            |                                            |                                            |                                            |                                            |                                            |                                            |                                            |                                            |                                            | Q3 A5 (8U)                                 | Q3 A5 (8U)                                 | Q3 A5 (8U)                                 | Q3 A5 (8U)                                 | Q3 A5 (8U)                                 | Q3 A5 (8U)                                 | Q3 A5 (8U)                                 | Q3 MQB (F3)                                | Q3 MQB (F3)                                | Q3 MQB (F3)                                | Q3 MQB (F3)                                | Q3 MQB (F3)                                |                                            |
| Middelgrote SUV                            |                                            |                                            |                                            |                                            |                                            |                                            |                                            |                                            |                                            |                                            |                                            |                                            |                                            |                                            |                                            |                                            |                                            |                                            |                                            |                                            |                                            |                                            |                                            |                                            |                                            |                                            |                                            |                                            |                                            |                                            |                                            |                                            |                                            |                                            |                                            |                                            |                                            |                                            |                                            |                                            |                                            |                                            |                                            |                                            |                                            |                                            |                                            |                                            |                                            |                                            |                                            |                                            |                                            |                                            |                                            |                                            | Q4 e-tron (FZ)                             | Q4 e-tron (FZ)                             |                                            |
| Middelgrote SUV                            |                                            |                                            |                                            |                                            |                                            |                                            |                                            |                                            |                                            |                                            |                                            |                                            |                                            |                                            |                                            |                                            |                                            |                                            |                                            |                                            |                                            |                                            |                                            |                                            |                                            |                                            |                                            |                                            |                                            |                                            |                                            |                                            |                                            |                                            |                                            |                                            |                                            |                                            |                                            |                                            |                                            |                                            |                                            | Q5 B8 (8R)                                 | Q5 B8 (8R)                                 | Q5 B8 (8R)                                 | Q5 B8 (8R)                                 | Q5 B8 (8R)                                 | Q5 B8 (8R)                                 | Q5 B8 (8R)                                 | Q5 B8 (8R)                                 | Q5 B8 (8R)                                 | Q5 MLB (FY)                                | Q5 MLB (FY)                                | Q5 MLB (FY)                                | Q5 MLB (FY)                                | Q5 MLB (FY)                                | Q5 MLB (FY)                                |                                            |
| Middelgrote SUV                            |                                            |                                            |                                            |                                            |                                            |                                            |                                            |                                            |                                            |                                            |                                            |                                            |                                            |                                            |                                            |                                            |                                            |                                            |                                            |                                            |                                            |                                            |                                            |                                            |                                            |                                            |                                            |                                            |                                            |                                            |                                            |                                            |                                            |                                            |                                            |                                            |                                            |                                            |                                            |                                            |                                            |                                            |                                            |                                            |                                            |                                            |                                            |                                            |                                            |                                            |                                            |                                            |                                            | Q8 E-tron                                  |                                            |                                            |                                            |                                            |                                            |
| SUV                                        |                                            |                                            |                                            |                                            |                                            |                                            |                                            |                                            |                                            |                                            |                                            |                                            |                                            |                                            |                                            |                                            |                                            |                                            |                                            |                                            |                                            |                                            |                                            |                                            |                                            |                                            |                                            |                                            |                                            |                                            |                                            |                                            |                                            |                                            |                                            |                                            |                                            |                                            |                                            |                                            |                                            | Q7 E (4L)                                  | Q7 E (4L)                                  | Q7 E (4L)                                  | Q7 E (4L)                                  | Q7 E (4L)                                  | Q7 E (4L)                                  | Q7 E (4L)                                  | Q7 E (4L)                                  | Q7 E (4L)                                  | Q7 MLB (4M)                                | Q7 MLB (4M)                                | Q7 MLB (4M)                                | Q7 MLB (4M)                                | Q7 MLB (4M)                                | Q7 MLB (4M)                                | Q7 MLB (4M)                                | Q7 MLB (4M)                                |                                            |
| SUV                                        |                                            |                                            |                                            |                                            |                                            |                                            |                                            |                                            |                                            |                                            |                                            |                                            |                                            |                                            |                                            |                                            |                                            |                                            |                                            |                                            |                                            |                                            |                                            |                                            |                                            |                                            |                                            |                                            |                                            |                                            |                                            |                                            |                                            |                                            |                                            |                                            |                                            |                                            |                                            |                                            |                                            |                                            |                                            |                                            |                                            |                                            |                                            |                                            |                                            |                                            |                                            |                                            | Q8 MLB (4M)                                |                                            |                                            |                                            |                                            |                                            |                                            |

Het concept van vierwielaandrijving wordt door Audi onder de naam quattro toegepast in sportieve uitvoeringen van de modellen.

## Statistieken

### Productiecijfers Audi
|      | A1      | A2     | A3      | A4      | A5      | A6      | A7     | A8     | Q3      | Q5      | Q7     | TT     | R8    |
| ---- | ------- | ------ | ------- | ------- | ------- | ------- | ------ | ------ | ------- | ------- | ------ | ------ | ----- |
| 2016 | 62.046  | —      | 194.102 | 176.607 | 37.463  | 140.808 | 13.404 | 12.273 | 114.555 | 133.177 | 50.352 | 17.652 | 1.408 |
| 2015 | 56.250  | —      | 195.298 | 157.229 | 42.450  | 149.022 | 14.399 | 15.892 | 100.922 | 126.203 | 29.007 | 14.285 | 1.315 |
| 2014 |         | —      |         |         |         |         |        |        |         |         |        |        |       |
| 2013 | 120.520 | —      | 218.284 | 337.990 | 98.207  | 288.697 | 30.962 | 39.757 | 152.156 | 231.466 | 63.543 | 18.358 | 2.500 |
| 2012 | 123.111 | —      | 164.666 | 329.759 | 103.357 | 284.888 | 28.950 | 35.932 | 106.918 | 209.799 | 54.558 | 21.880 | 2.241 |
| 2011 | 117.566 | —      | 189.068 | 321.045 | 111.758 | 241.862 | 37.301 | 38.542 | 19.613  | 183.678 | 53.703 | 25.508 | 3.551 |
| 2010 | 51.937  | —      | 198.974 | 306.291 | 111.270 | 211.256 | 8.496  | 22.435 | —       | 154.604 | 48.937 | 26.217 | 3.485 |
| 2009 | —       | —      | 206.747 | 282.033 | 84.883  | 182.090 | —      | 8.599  | —       | 105.074 | 27.929 | 22.821 | 2.101 |
| 2008 | —       | —      | 222.164 | 378.885 | 57.650  | 214.074 | —      | 20.140 | —       | 20.324  | 59.008 | 41.789 | 5.656 |
| 2007 | —       | —      | 231.117 | 289.806 | 25.549  | 243.842 | —      | 22.182 | —       | 162     | 77.395 | 56.766 | 4.125 |
| 2006 | —       | —      | 231.752 | 341.110 | 487     | 229.021 | —      | 22.468 | —       | —       | 72.169 | 23.675 | 164   |
| 2005 | —       | 10.026 | 224.961 | 337.705 | —       | 215.437 | —      | 21.515 | —       | —       | 1.185  | 12.307 | —     |
| 2004 | —       | 19.745 | 181.274 | 345.231 | —       | 195.529 | —      | 22.429 | —       | —       | —      | 23.605 | —     |
| 2003 | —       | 27.323 | 159.417 | 353.836 | —       | 168.612 | —      | 21.748 | —       | —       | —      | 32.337 | —     |
| 2002 | —       | 37.578 | 125.538 | 360.267 | —       | 178.773 | —      | 10.942 | —       | —       | —      | 34.711 | —     |
| 2001 | —       | 49.369 | 131.082 | 308.778 | —       | 186.467 | —      | 11.708 | —       | —       | —      | 39.349 | —     |
| 2000 | —       | 32.164 | 136.141 | 231.869 | —       | 180.715 | —      | 12.894 | —       | —       | —      | 56.776 | —     |
| 1999 | —       | —      | 143.505 | 252.514 | —       | 162.573 | —      | 14.636 | —       | —       | —      | 52.579 | —     |
| 1998 | —       | —      | 143.974 | 271.152 | —       | 174.867 | —      | 15.355 | —       | —       | —      | 13.682 | —     |

- Data van 1998 tot 2010. Cijfers van verschillende types/versies van modellen zijn samengevoegd om totaalcijfers per model te creëren.

### Verkoopcijfers Audi
|      | A1      | A2 | A3      | A4      | A5      | A6      | A7     | A8     | Q2      | Q3      | Q4 e-tron | Q5      | Q7     | Q8     | TT     | R8    | e-tron | e-tron GT | Totaal    |
| ---- | ------- | -- | ------- | ------- | ------- | ------- | ------ | ------ | ------- | ------- | --------- | ------- | ------ | ------ | ------ | ----- | ------ | --------- | --------- |
| 2021 | 64.178  | –  | 179.399 | 215.227 | 71.340  | 244.191 | 19.169 | 23.708 | 114.827 | 258.616 | 21.098    | 293.069 | 67.452 | 41.584 | 8.714  | 1.887 | 49.157 | 6.896     | 1.680.512 |
| 2020 | 63.468  | –  | 218.026 | 250.162 | 65.860  | 273.750 | 17.546 | 22.290 | 124.827 | 217.016 | 205       | 278.272 | 64.038 | 38.699 | 9.832  | 1.651 | 47.324 | 242       | 1.692.773 |
|      |         |    |         |         |         |         |        |        |         |         |           |         |        |        |        |       |        |           |           |
| 2011 | 118.175 | –  | 186.969 | 325.269 | 108.979 | 229.216 | 31.317 | 34.245 | –       | 9.288   | –         | 176.084 | 52.529 | –      | 27.239 | 3.349 | –      | –         | 1.302.659 |
| 2010 | 27.898  | –  | 204.325 | 302.060 | 114.533 | 204.309 | 3.795  | 17.039 | –       | 39      | –         | 147.088 | 43.251 | –      | 24.908 | 3.166 | –      | –         | 1.092.411 |
| 2009 | 116     | –  | 208.817 | 298.119 | 70.743  | 194.620 | 140    | 11.703 | –       |         | –         | 99.812  | 35.606 | –      | 26.979 | 3.074 | –      | –         | 949.729   |

Cijfers van verschillende types/versies van modellen zijn samengevoegd om totaalcijfers per model te creëren.

### Werknemers Audi Groep
| Jaar                              | 2021   | 2020   | 2019   | 2018   | 2017   | 2016   | 2015   | 2014   | 2013   | 2012   | 2011   | 2010   | 2009   | 2008   | 2007   |
| --------------------------------- | ------ | ------ | ------ | ------ | ------ | ------ | ------ | ------ | ------ | ------ | ------ | ------ | ------ | ------ | ------ |
| Audi Groep                        | 85.750 | 87.996 | 90.783 | 91.477 | 90.402 | 87.112 | 82.838 | 77.247 | 71.781 | 67.231 | 62.806 | 59.513 | 58.011 | 57.533 | 53.347 |
|                                   |        |        |        |        |        |        |        |        |        |        |        |        |        |        |        |
| Binnenlandse ondernemingen        | 56.889 | 58.432 | 60.083 | 59.754 | 59.448 | 59.029 | 57.191 | 53.848 | 50.891 | 48.970 | 47.182 | 45.914 | 45.408 | ?      | ?      |
| 000waarvan Audi AG                | 55.936 | 57.437 | 58.940 | 58.813 | 58.493 | 58.067 | 56.058 | 52.132 | 49.239 | 47.121 | 45.386 | 44.299 | 44.344 | 46.089 | 44.698 |
| 000000Fabriek Ingolstadt          | 41.189 | 42.131 | 42.904 | 42.784 | 42.498 | 42.412 | 40.724 | 37.286 | 35.097 | 33.311 | 32.165 | 31.344 | 31.409 | 32.603 | 31.369 |
| 000000Fabriek Neckarsulm          | 14.747 | 15.306 | 16.036 | 16.092 | 15.995 | 15.655 | 15.334 | 14.846 | 14.142 | 13.810 | 13.221 | 12.955 | 12.935 | 13.486 | 13.329 |
|                                   |        |        |        |        |        |        |        |        |        |        |        |        |        |        |        |
| Buitenlandse ondernemingen        | 26.073 | 26.612 | 27.669 | 28.702 | 27.904 | 25.111 | 22.775 | 20.619 | 18.185 | 15.656 | 13.017 | 11.038 | 10.200 | 9.942  | 7.456  |
| 000Audi Brussels S.A./N.V.        | 3.015  | 3.052  | 2.922  | 2.768  | 2.656  | 2.514  | 2.520  | 2.532  | 2.547  | 2.501  | 2.361  | 2.145  | 2.153  | 2.134  | –      |
| 000Audi Hungaria Zrt.             | 12.039 | 12.391 | 13.079 | 12.825 | 11.888 | 11.420 | 11.367 | 10.954 | 9.683  | 8.340  | 6.932  | 5.833  | 5.614  | 5.925  | 5.623  |
| 000Audi México S.A. de C.V.       | 5.069  | 5.233  | 5.268  | 5.682  | 6.211  | 3.895  | 2.006  | 879    | 78     | –      | –      | –      | –      | –      | –      |
| 000Automobili Lamborghini S.p.A.  | 1.830  | 1.769  | 1.788  | 1.643  | 1.465  | 1.312  | 1.146  | 1.058  | 966    | 925    | 831    | 803    | 1.000  | 989    | 933    |
| 000Ducati Motor Holding S.p.A.    | 1.560  | 1.337  | 1.290  | 1.278  | 1.240  | 1.232  | 1.168  | 1.088  | 1.033  | 483    | –      | –      | –      | –      | –      |
| 000Volkswagen Group Italia S.p.A. | –      | –      | –      | –      | –      | –      | –      | –      | –      | 911    | 897    | 883    | 902    | 894    | 900    |
|                                   |        |        |        |        |        |        |        |        |        |        |        |        |        |        |        |
| Stagiaires                        | 2.337  | 2.493  | 2.585  | 2.582  | 2.618  | 2.555  | 2.486  | 2.421  | 2.363  | 2.283  | 2.322  | 2.269  | 2.115  | ?      | ?      |
| Overige Volkswagen Groep          | –      | 459    | 446    | 439    | 432    | 417    | 386    | 359    | 342    | 322    | 285    | 292    | 288    | ?      | ?      |